# Laothoe populati
Laothoe populati är en fjärilsart som beskrevs av Bienert. 1869. Laothoe populati ingår i släktet Laothoe och familjen svärmare. Inga underarter finns listade i Catalogue of Life.